# Myrobalanen
Die Myrobalanen (Terminalia) sind eine Pflanzengattung innerhalb der Familie der Flügelsamengewächse (Combretaceae). Die 100 bis 200 Arten sind fast weltweit in den Tropen verbreitet.

## Beschreibung

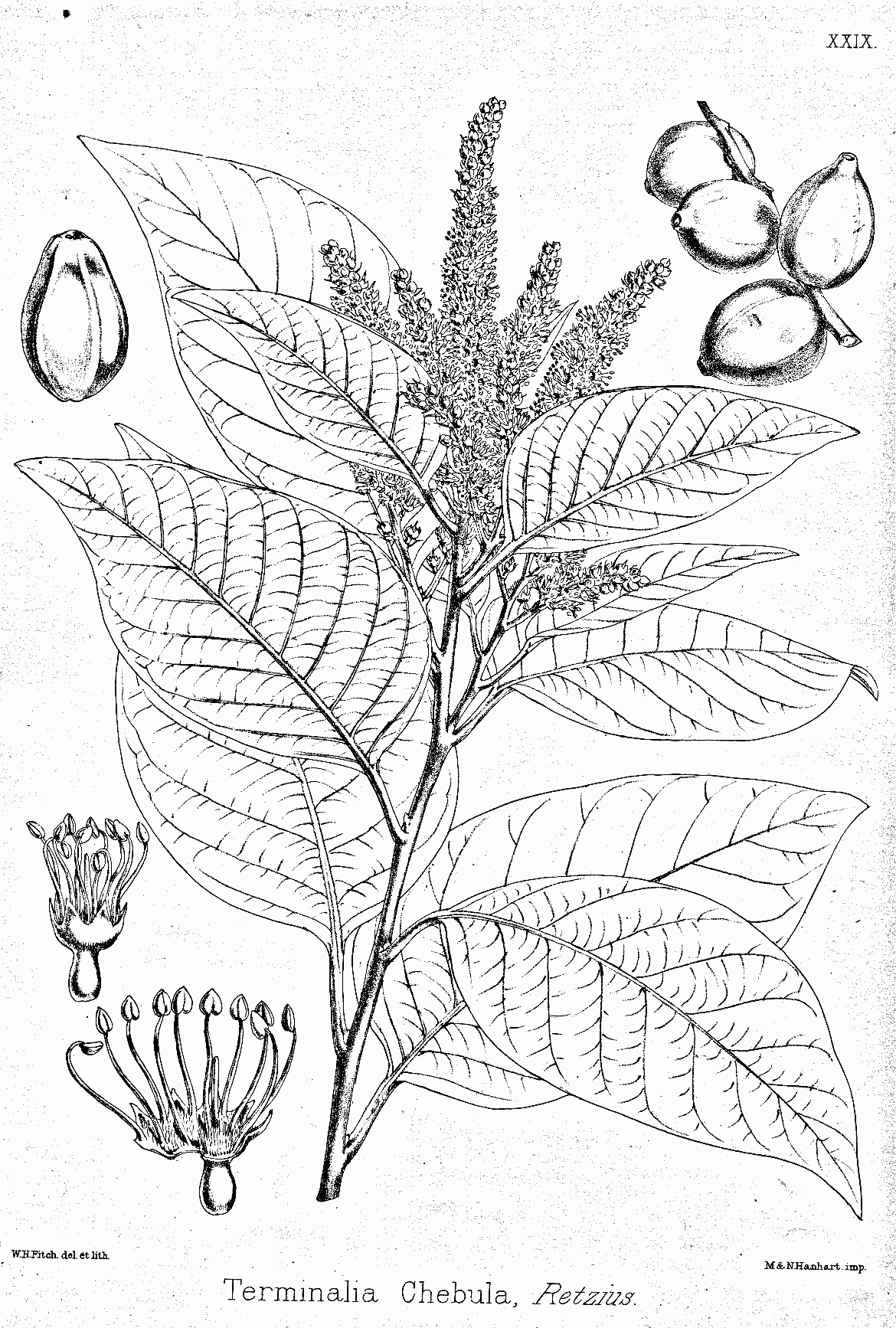
Illustration von Terminalia chebula

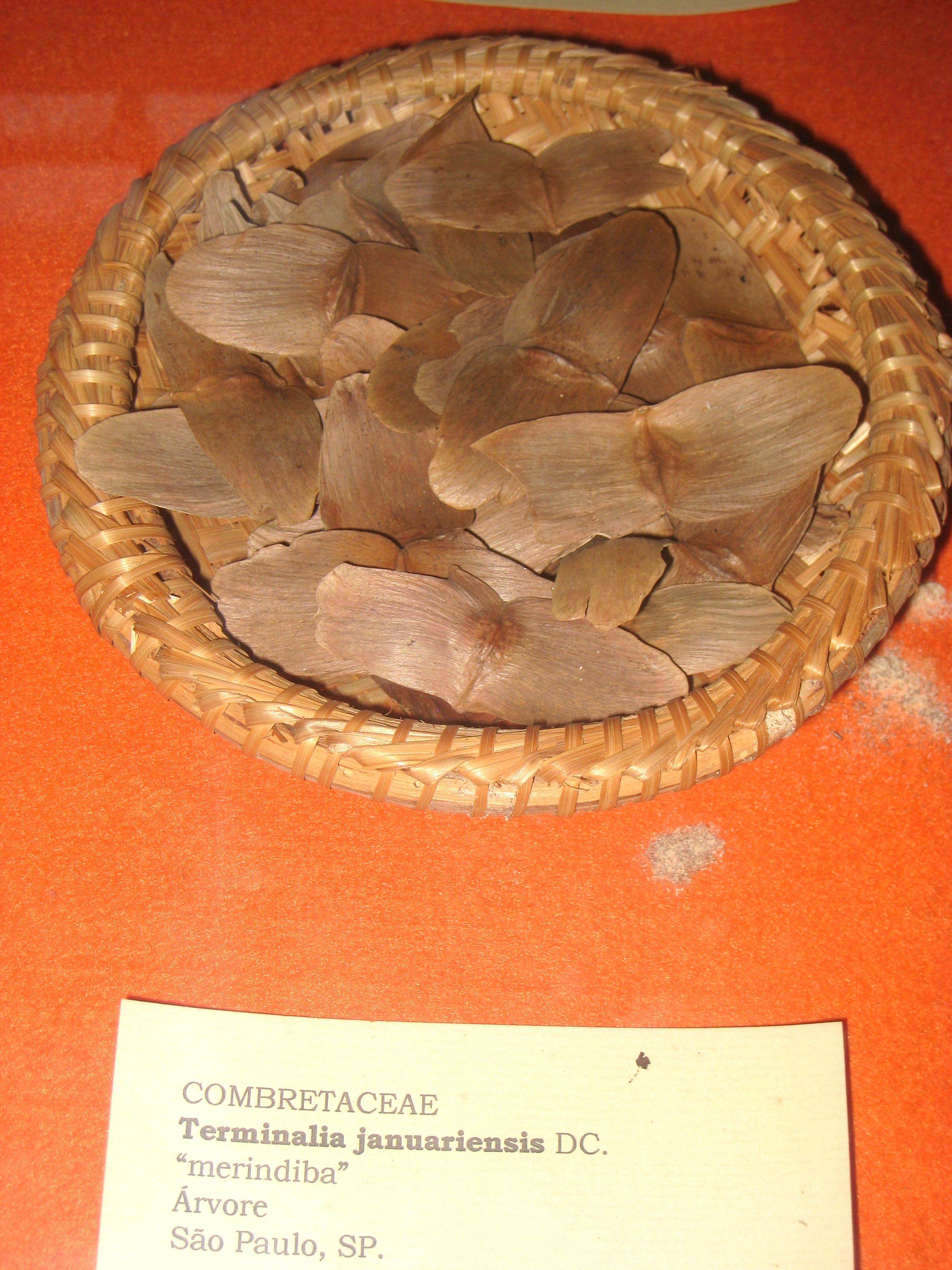
Geflügelte Früchte von Terminalia januariensis

### Vegetative Merkmale
Die Terminalia-Arten wachsen als Bäume oder Sträucher, manchmal kletternd. Manche Arten sind bewehrt. Die meist wechselständig und spiralig, manchmal fast, selten vollkommen gegenständig oder in Wirteln angeordneten Laubblätter sind einfach und ganzrandig. Nebenblätter fehlen.

### Generative Merkmale
Die Blüten stehen in end- oder achselständigen, rispigen, traubigen oder ährigen Blütenständen zusammen mit Hochblättern. Die radiärsymmetrischen oder zygomorphen, vier- oder fünfzähligen Blüten sind meist zwittrig, selten eingeschlechtig. Der Blütenbecher (Hypanthium) ist mit dem Fruchtknoten verwachsen (unterer Blütenbecher). Die vier oder fünf Kelchblätter sind verwachsen (oberer Blütenbecher), selten sind acht Kelchzipfel vorhanden. Es sind vier oder fünf Kronblätter vorhanden oder sie fehlen. Es ist ein Diskus vorhanden. Es sind ein oder zwei Kreise mit je vier oder fünf, selten mehr, Staubblätter vorhanden. Es ist nur ein unterständiges Fruchtblatt vorhanden mit zwei bis sechs Samenanlagen. Der einfache, schlanke Griffel endet in einer spitzen, kopfigen oder undefinierten Narbe.
Meist werden fleischige, steinfruchtähnliche, ledrige, zwei- bis fünfkantige oder -flügelige, Früchte gebildet. Sie enthalten nur einen endospermlosen Samen. Die ölhaltigen Keimblätter (Kotyledonen) sind gewellt oder spiralig gerollt.

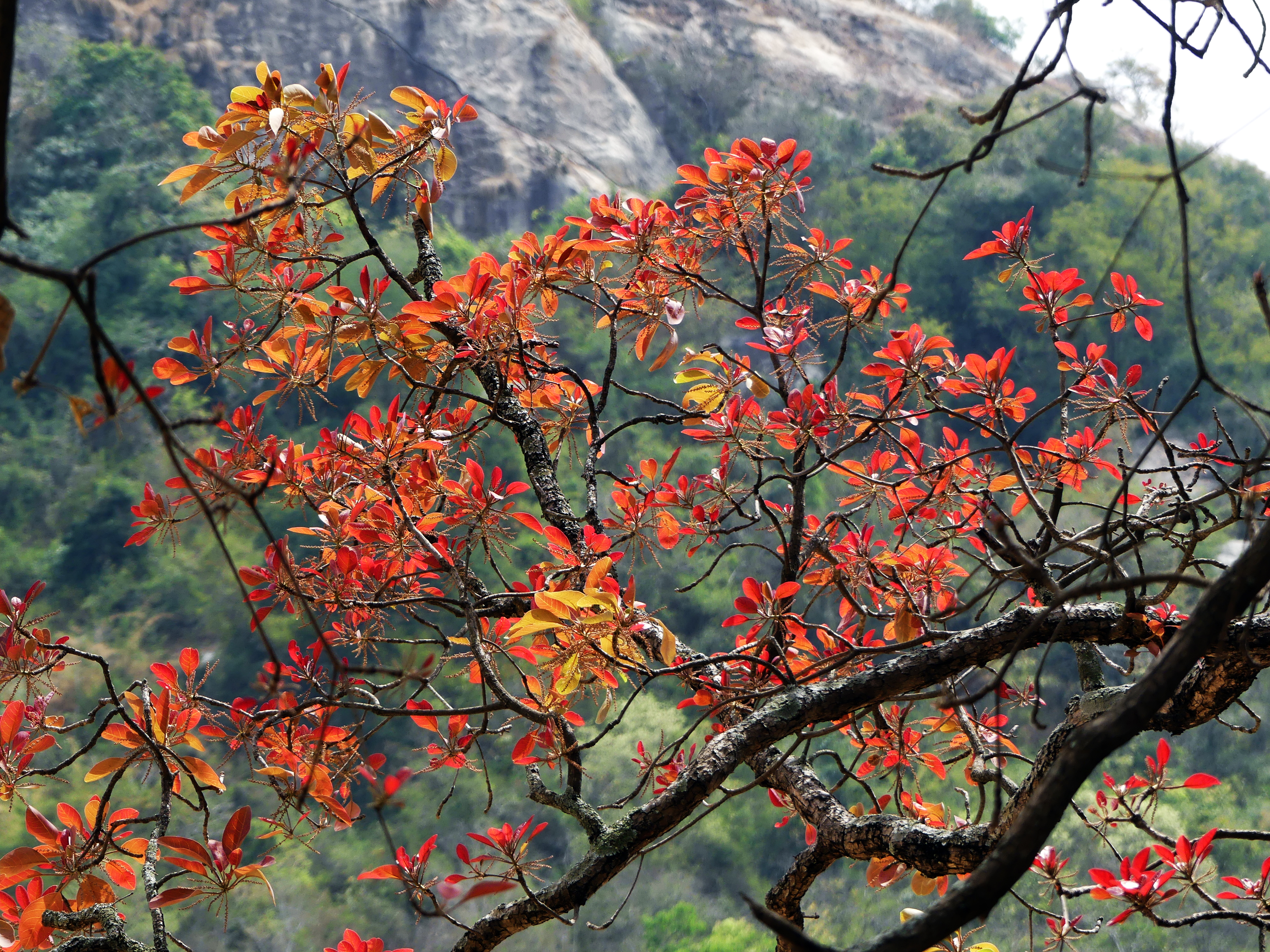
Laubausschüttung an den Zweigenden bei Terminalia bellirica

## Systematik

### Taxonomie
Die Gattung Terminalia wurde 1767 durch Carl von Linné in Systema Naturae, 12. Auflage, 2, Seiten 665 und 674 aufgestellt. Typusart ist Terminalia catappa L. Der Gattungsname Terminalia leitet sich vom latinischen Wort terminalis = Ende, Spitze, Grenze ab und bezieht sich auf das gehäufte Auftreten der Laubblätter an den Zweigenden her. Synonyme für Terminalia L. nom. cons. sind: Badamia Gaertn., Catappa Gaertn., Chicharronia A.Rich., Chuncoa Pav. ex Juss., Fatrea Juss., Gimbernatea Ruiz & Pav., Hudsonia A.Rob. ex Lunan, Kniphofia Scop., Myrobalanifera Houtt., Myrobalanus Gaertn., Pentaptera Roxb., Ramatuela Kunth, Ramatuella Kunth, orth. var., Resinaria Comm. ex Lam., Tanibouca Aubl., Vicentia Allemão.

### Äußere Systematik
Die Gattung Terminalia gehört zur Subtribus Terminaliinae der Tribus Combreteae in der Unterfamilie Combretoideae innerhalb der Familie der Combretaceae.

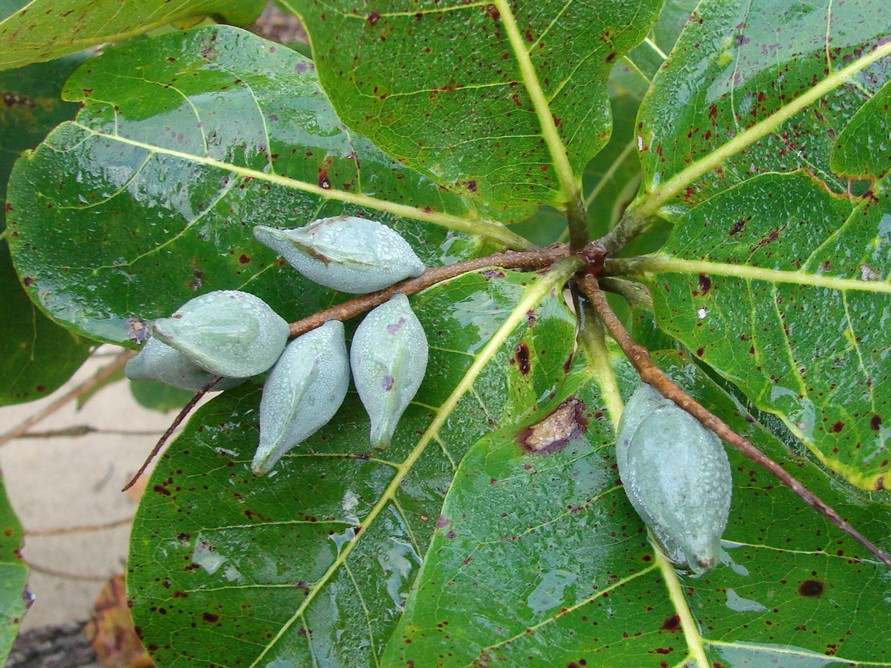
Terminalia arenicola

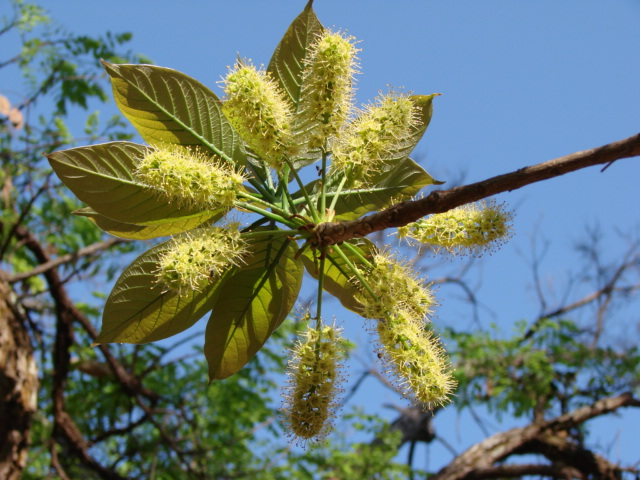
Blütenstände von Terminalia argentea

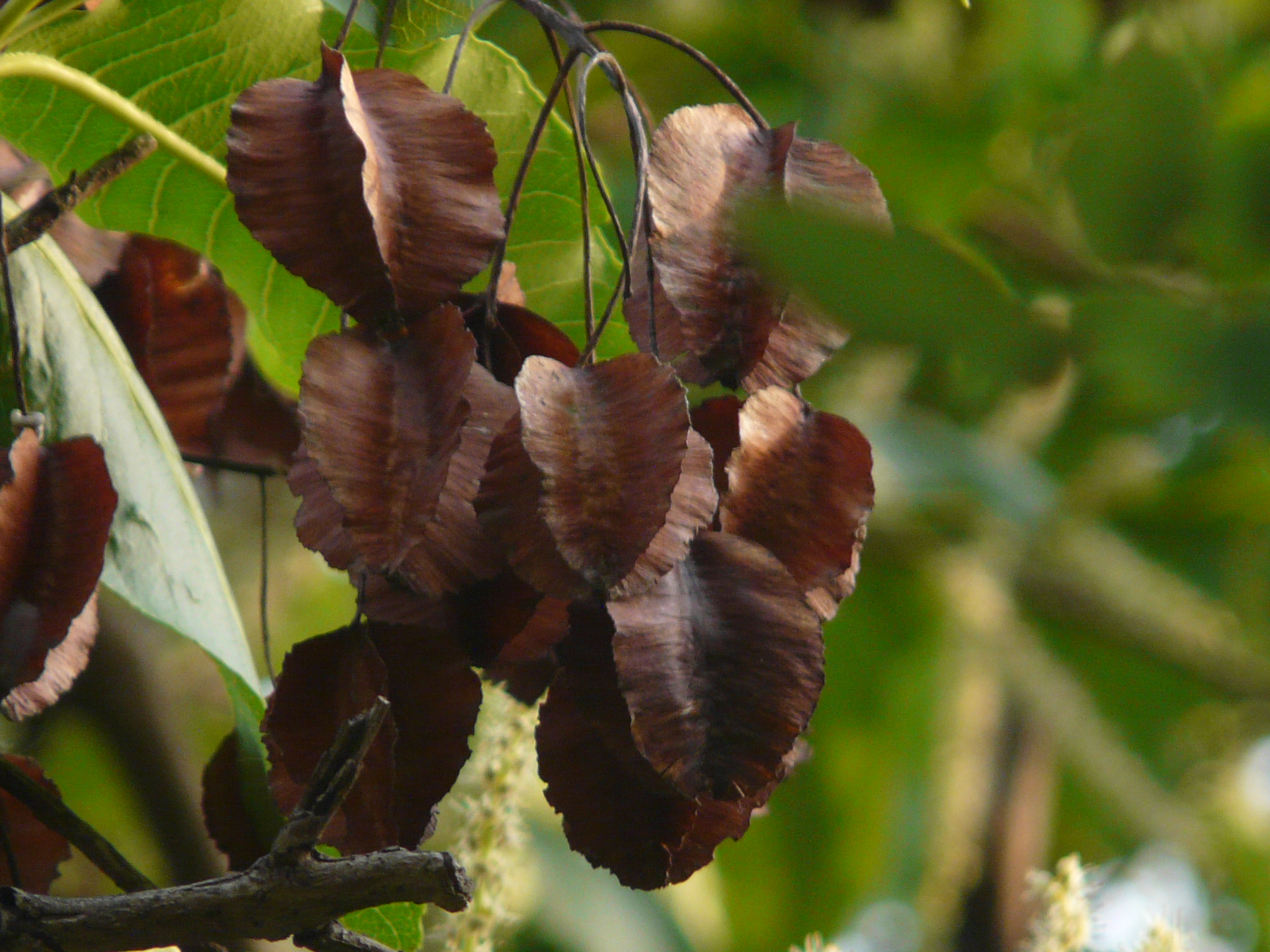
Früchte von Terminalia elliptica

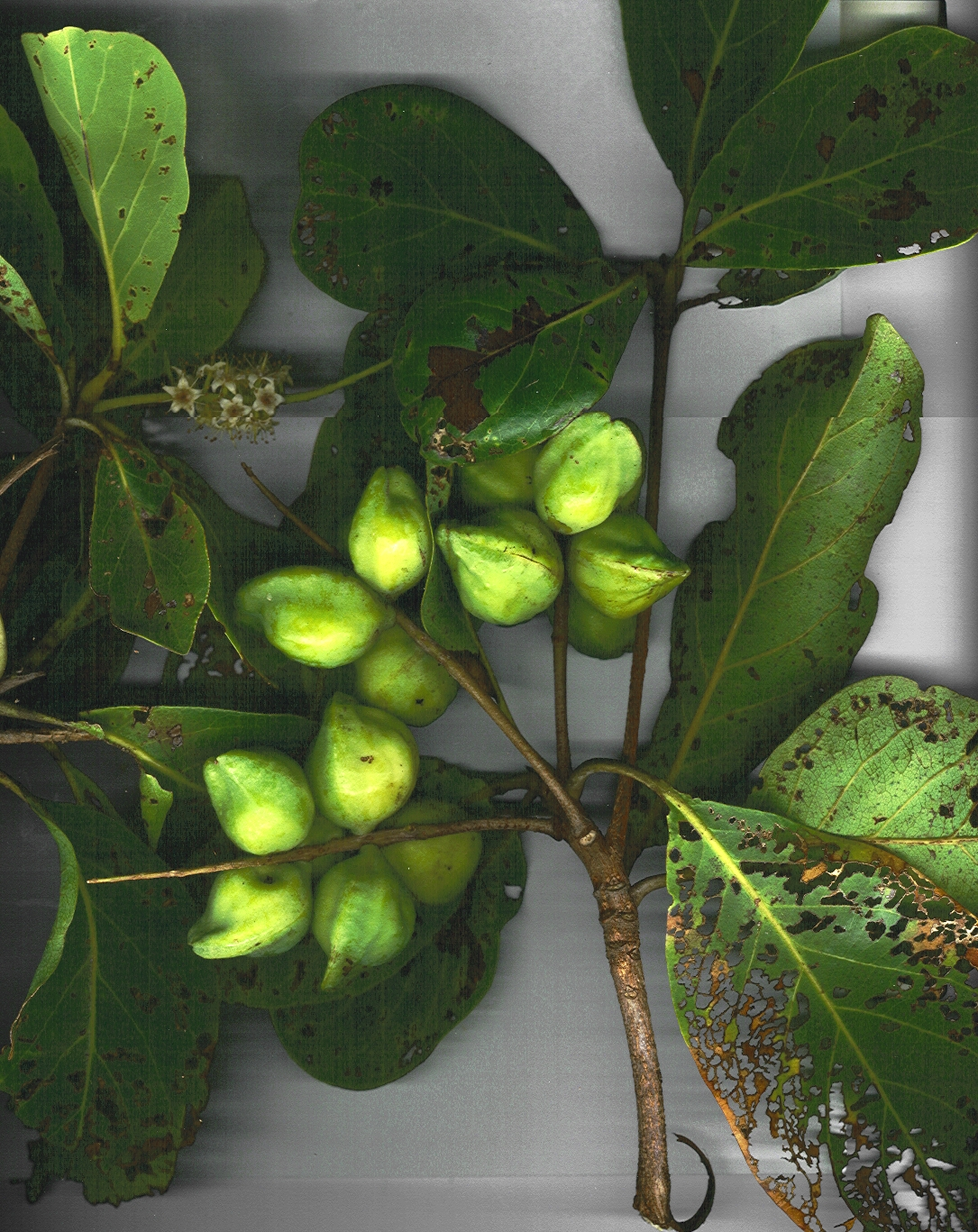
Zweig mit Früchten von Terminalia melanocarpa

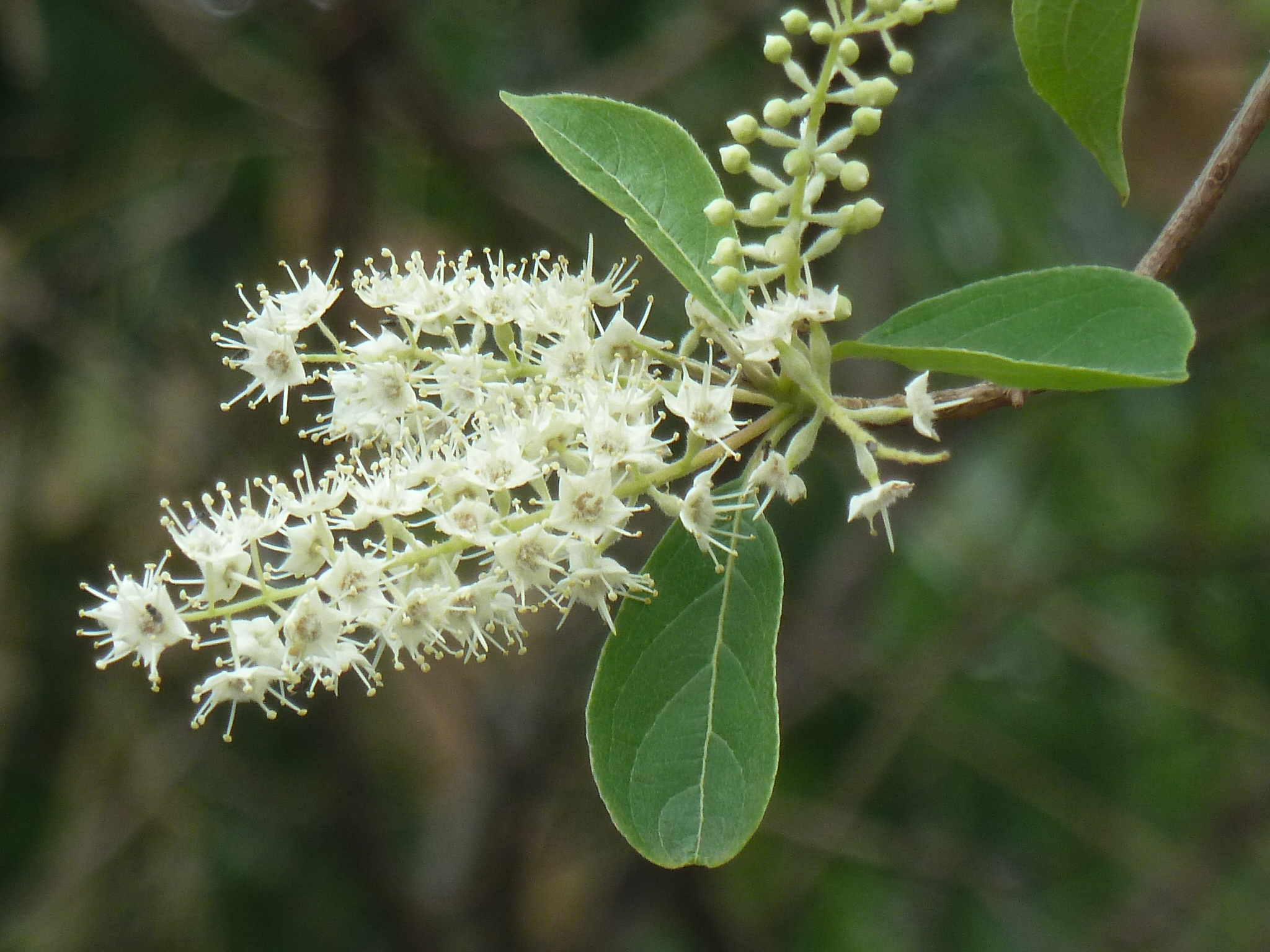
Blütenstände von Terminalia phanerophlebia

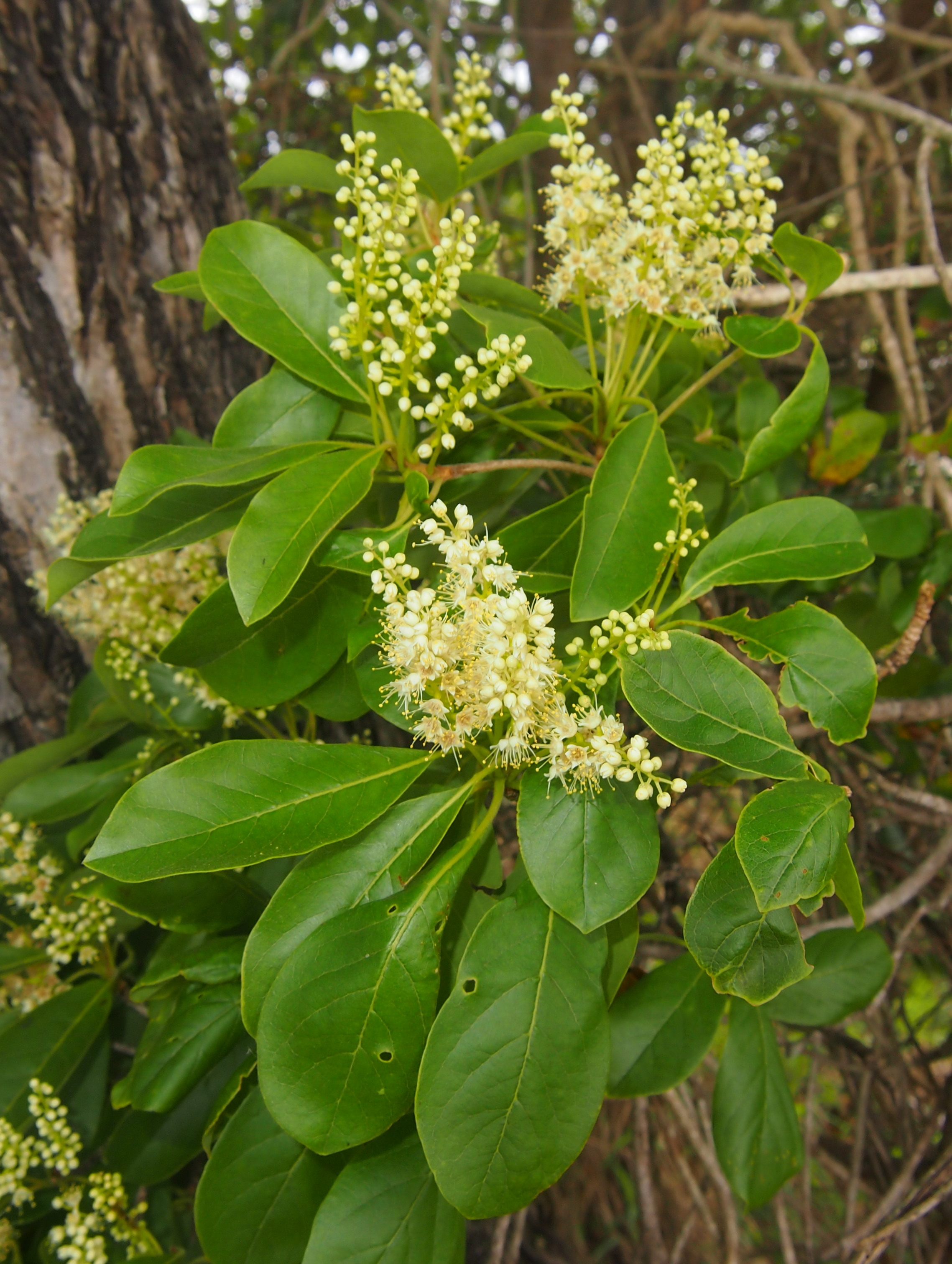
Blütenstände von Terminalia porphyrocarpa

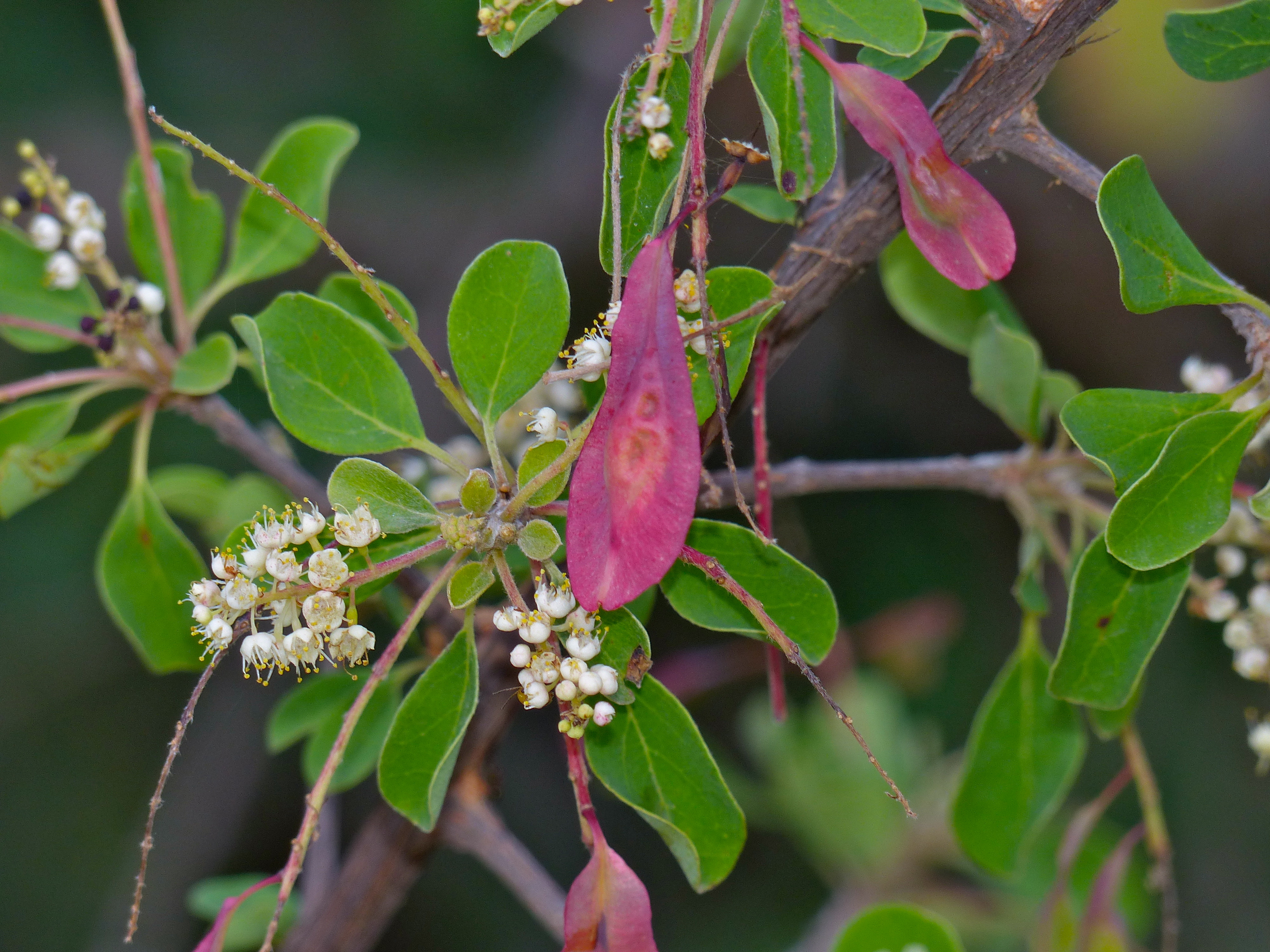
Blütenstände von Terminalia prunioides

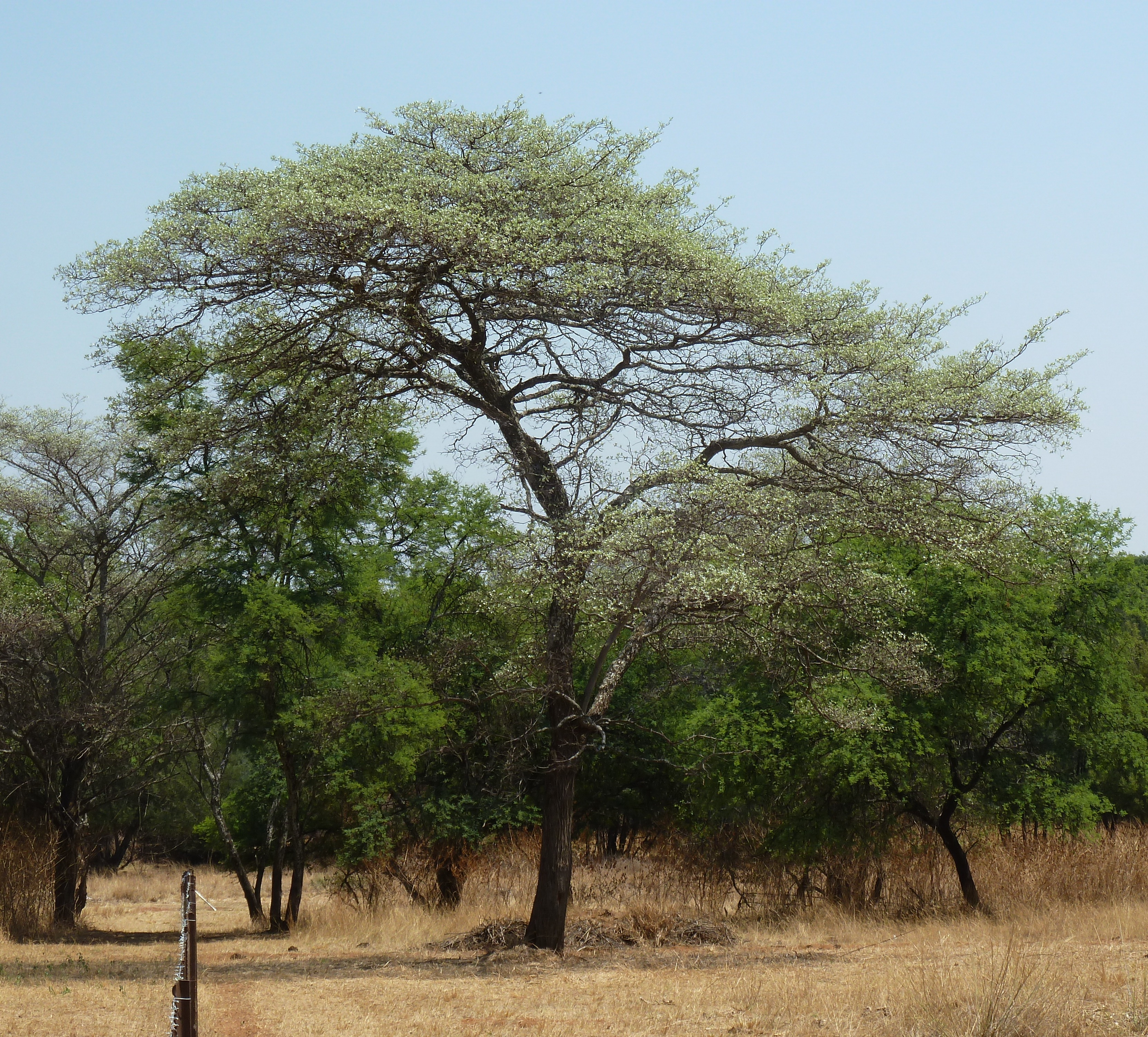
Habitus von Terminalia sericea

### Innere Systematik
In der Gattung Terminalia werden je nach Autor 100 bis 200 Arten unterschieden. Es werden mehrere Untergattungen unterschieden; hier eine Untergliederung mit einer Teil-Artenaufzählung aus der Flora brasiliensis:
- Untergattung Catappa:
  - Terminalia australis Cambess.
  - Indische Myrobalane, Katappenbaum (Terminalia catappa L.)
  - Terminalia lucida Hoffmanns.
  - Terminalia tanibouca Sm.
- Untergattung Chuncoa:
  - Terminalia actinophylla Mart.
  - Terminalia brasiliensis Cambess.
  - Terminalia glabrescens Mart.
  - Terminalia oblonga Poir.
  - Terminalia obovata Poir.
- Untergattung Diptera:
  - Terminalia argentea Mart. & Zucc.
  - Terminalia biscutella Eichler
  - Terminalia fagifolia Mart. & Zucc.
  - Terminalia guyanensis Eichler
  - Terminalia januariensis DC.
  - Terminalia macroptera Mart.
  - Terminalia modesta Eichler
  - Terminalia phaeocarpa Eichler
  - Terminalia punctata Eichler
- Untergattung Vicentia:
  - Terminalia acuminata Allemão
  - Terminalia adamantium Cambess.
  - Terminalia riedelii Eichler

Hier eine Artenauswahl ohne Berücksichtigung der Gliederung nach Untergattungen:
- Terminalia amazonia (J.F.Gmel.) Exell, Syn.: Chuncoa amazonia J.F.Gmel., Terminalia hayesii Pittier: Sie ist von Mexiko über Zentralamerika bis ins nördliche und westliche Südamerika verbreitet.[3]
- Terminalia arenicola Byrnes: Sie kommt nur im australischen Bundesstaat Queensland vor.[3]
- Terminalia argentea Mart.: Sie kommt in Bolivien, Ecuador, Brasilien und in Paraguay vor.[3]
- Echte Myrobalane (Terminalia arjuna (Roxb. ex DC.) Wight & Arn., Syn.: Pentaptera arjuna Roxb. ex DC., Pentaptera glabra Roxb.)
- Belerische Myrobalane, Baherabaum (Terminalia bellirica (Gaertn.) Roxb., Syn.: Myrobalanus bellirica Gaertn.): Sie kommt im tropischen Asien und in Yunnan vor.[3]
- Terminalia bentzoe (L.) Pers., Syn.: Croton bentzoe L., Terminalia angustifolia Jacq., Terminalia benzoin L. f.: Sie kommt auf Mauritius und auf Réunion vor.[3]
- Terminalia bialata (Roxb.) Steud., Syn.: Pentaptera bialata Roxb.: Sie kommt auf den Philippinen, auf den Andamanen und Nikobaren vor.[3]
- Terminalia brassii Exell: Sie kommt in Papua-Neuguinea und auf den Salomonen vor.[3]
- Terminalia brownii Fresen.: Sie kommt in Afrika und im Jemen vor.[3]
- Terminalia calamansanai (Blanco) Rolfe, Syn.: Gimbernatea calamansanai Blanco: Sie kommt in Indochina, in Malesien und in Papua-Neuguinea vor.[3]
- Indische Myrobalane, Katappenbaum (Terminalia catappa L., Syn.: Phytolacca javanica Osbeck)
- Chebulische Myrobalane (Terminalia chebula Retz.): Sie kommt in Sri Lanka, Indien, Bangladesch, Nepal, Bhutan, Myanmar, Kambodscha, Laos, Vietnam und in Yunnan vor.[3] Es gibt etwa zwei Varietäten:
  - Terminalia chebula Retz. var. chebula
  - Chebulische Myrobalane (Terminalia chebula var. tomentella (Kurz) C.B.Clarke, Syn.: Terminalia tomentella Kurz)
- Terminalia citrina (Gaertn.) Roxb. ex Fleming, Syn.: Embryogonia arborea Teijsm. & Binn., Myrobalanus citrina Gaertn., Terminalia arborea (Teijsm. & Binn.) Koord. & Valeton: Sie kommt in Indien, Bhutan, Myanmar, Thailand, Indonesien, Malaysia und auf den Philippinen vor.[3]
- Terminalia elliptica Willd., Syn.: Pentaptera tomentosa Roxb. ex DC., Terminalia alata B.Heyne ex Roth, Terminalia tomentosa (Roxb. ex DC.) Wight & Arn.: Sie kommt in Indien, Bangladesch, Myanmar, Thailand, Kambodscha, Laos und Vietnam vor.[3]
- Terminalia ferdinandiana Exell, Syn.: Terminalia latipes Benth. subsp. psilocarpa Pedley: Sie kommt in Australien vor.[3]
- Terminalia foetidissima Griff., Syn. Terminalia ovocarpa Merr.: Sie kommt in Thailand, Myanmar, in Malaysia, Indonesien und auf den Philippinen vor.[3]
- Terminalia franchetii Gagnep., Syn. Terminalia triptera Franch.
- Terminalia ivorensis A.Chev.: Sie kommt in Kamerun und im tropischen Westafrika vor.[3]
- Terminalia kaernbachii Warb., Syn.: Terminalia okari C.T.White: Sie kommt in Indonesien, in Papua-Neuguinea und auf den Salomonen vor.[3]
- Terminalia latipes Benth.: Sie kommt in Australien vor.[3]
- Terminalia macroptera Guill. & Perr.: Sie kommt im tropischen Afrika vor und wird auch von der Cote d’Or in Frankreich angegeben.[3]
- Terminalia microcarpa Decne.: Syn. Terminalia edulis Blanco: Sie kommt in Indonesien, Malaysia, Papua-Neuguinea und auf den Philippinen vor.[3]
- Terminalia muelleri Benth.: Sie kommt in Queensland vor.[3]
- Terminalia myriocarpa Van Heurck & Müll. Arg.: Sie kommt im tropischen Asien und in China vor.[3]
- Terminalia nitens C.Presl: Sie kommt auf den Philippinen und in Japan vor.[3]
- Terminalia oblonga (Ruiz & Pav.) Steud., Syn.: Gimbernatea oblonga Ruiz & Pav.: Sie ist von Mexiko über Zentralamerika bis ins nördliche und westliche Südamerika verbreitet.[3]
- Terminalia oblongata F.Muell.: Sie kommt in Australien vor.[3]
- Terminalia oliveri Brandis: Sie kommt in Myanmar vor.[3]
- Terminalia paniculata Roth: Sie kommt in Indien vor.[3]
- Terminalia pellucida C.Presl: Sie kommt auf den Philippinen vor.[3]
- Terminalia phanerophlebia Engl. & Diels: Sie kommt in Mosambik und im südlichen Afrika vor.[3]
- Terminalia procera Roxb., Syn.: Terminalia copelandii Elmer: Sie kommt auf den Andamanen und auf den Nikobaren, in Indonesien, Papua-Neuguinea und auf den Philippinen vor.[3]
- Terminalia prunioides M.A.Lawson: Sie kommt im tropischen und im südlichen Afrika vor.[3]
- Terminalia richii A.Gray: Sie kommt auf Inseln im südwestlichen Pazifik vor.[3]
- Terminalia saffordii Merr.: Sie kommt auf Guam und in Mikronesien vor.[3]
- Terminalia sericea Burch. ex DC.: Sie kommt im tropischen und im südlichen Afrika vor.[3]
- Weiße Myrobalane, Limbabaum (Terminalia superba Engl. & Diels)
- Terminalia triflora (Griseb.) Lillo, Syn.: Chuncoa triflora Griseb.: Sie kommt in Bolivien, Brasilien, Argentinien und in Paraguay vor.[3]
- Terminalia trifoliata Spreng.: Sie kommt in Brasilien vor.[3]
- Terminalia tripteroides Craib: Sie kommt in Thailand vor.[3]

Folgende beschriebene Arten werden anderen Gattungen zugeordnet:
- Terminalia erythrophylla Burch. → Combretum erythrophyllum (Burch.) Sond.

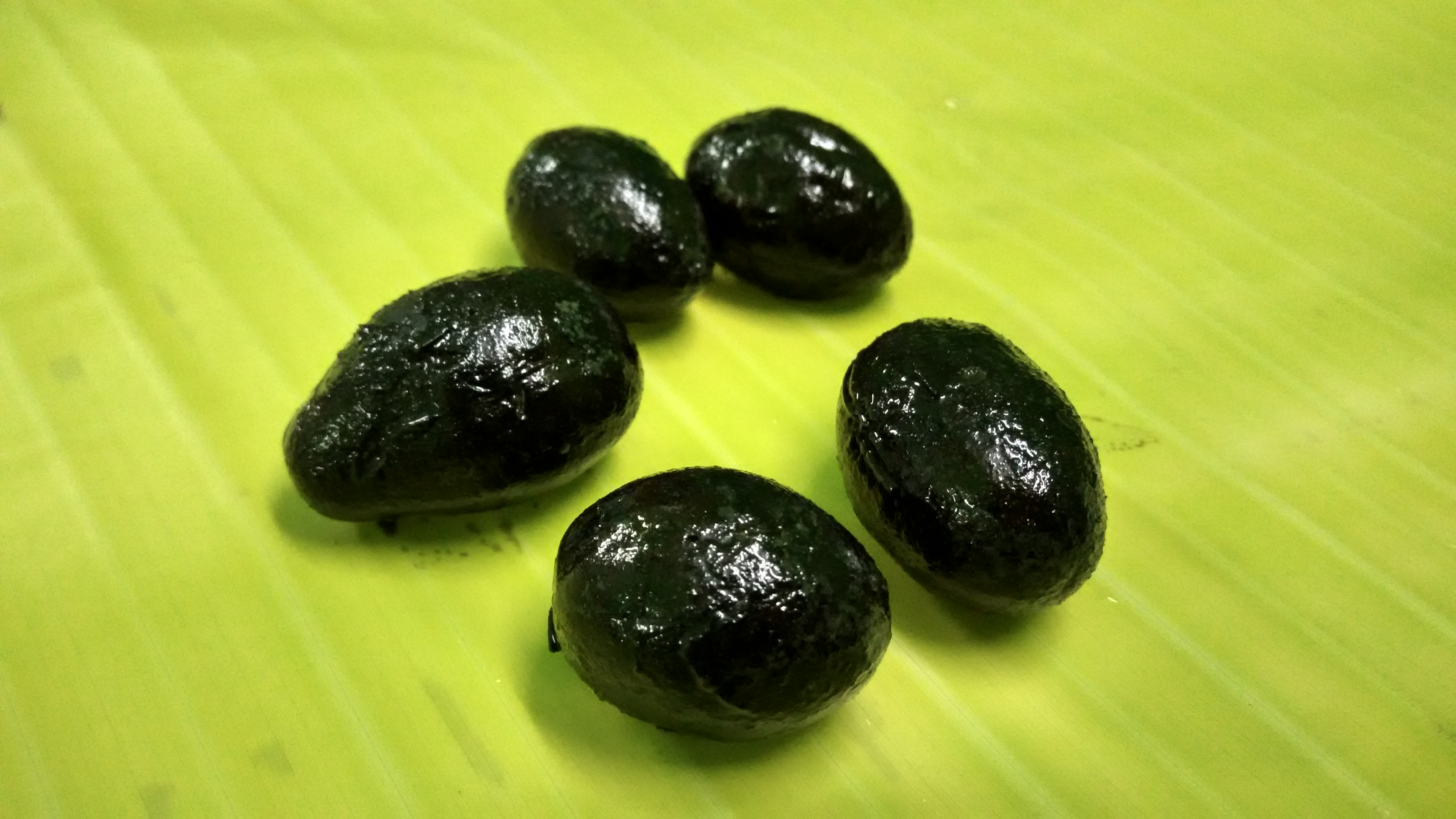
Früchte der Chebulischen Myrobalane (Terminalia chebula)

- Terminalia molinetii M.Gómez → Bucida molinetii (M.Gómez) Alwan & Stace

## Nutzung
Mehrere Terminalia-Arten dienen zur Gewinnung von Stoffen wie zyklischen Triterpenen, Flavonoiden und Tanninen. Einige dieser Substanzen sind wirksame Mittel gegen Bakterien und Pilze; auch krebsbekämpfende Wirkstoffe sind darunter.
Medizinische Verwendung fanden von der Antike bis zur Frühen Neuzeit die Myrobalanen (lateinisch Mirabolani und Myrobalana), vor allem Terminalia citrina und Terminalia chebula (die Chebulische Myrobalane) sowie Terminalia bellirica (die Belerische Myrobalane). Man unterschied die Sorten mirabolani emblici (auch die vom Amblabaum bzw. Phyllanthus emblica stammenden Früchte, „Purgierpflaumen“ bzw. Emblici, bezeichnend), mirabolani bellirici, mirabolani chebuli (oder mirabolani kebuli), mirabolani indi (die kleinen unreifen Früchte von Terminalia chebula) und mirabolani citrini.

## Bilder
Indische Myrobalane (Terminalia catappa):

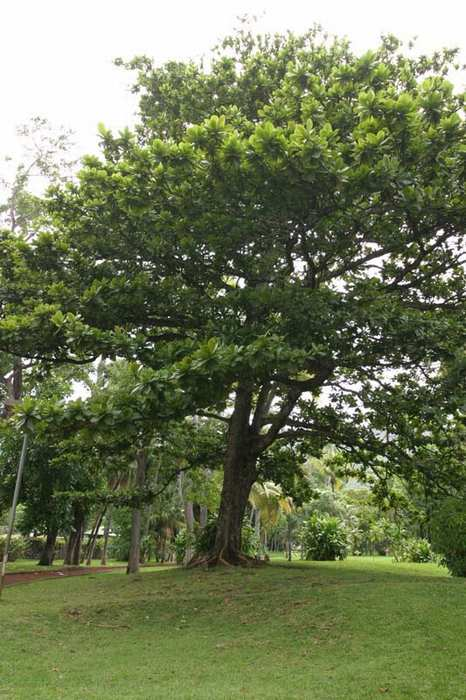
Habitus
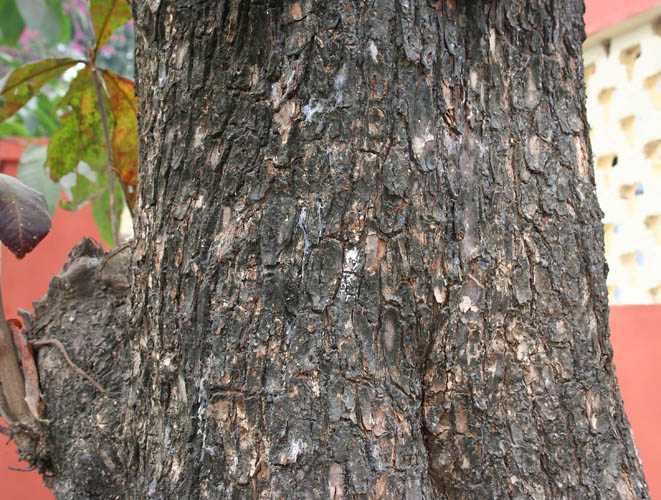
Stamm und Borke
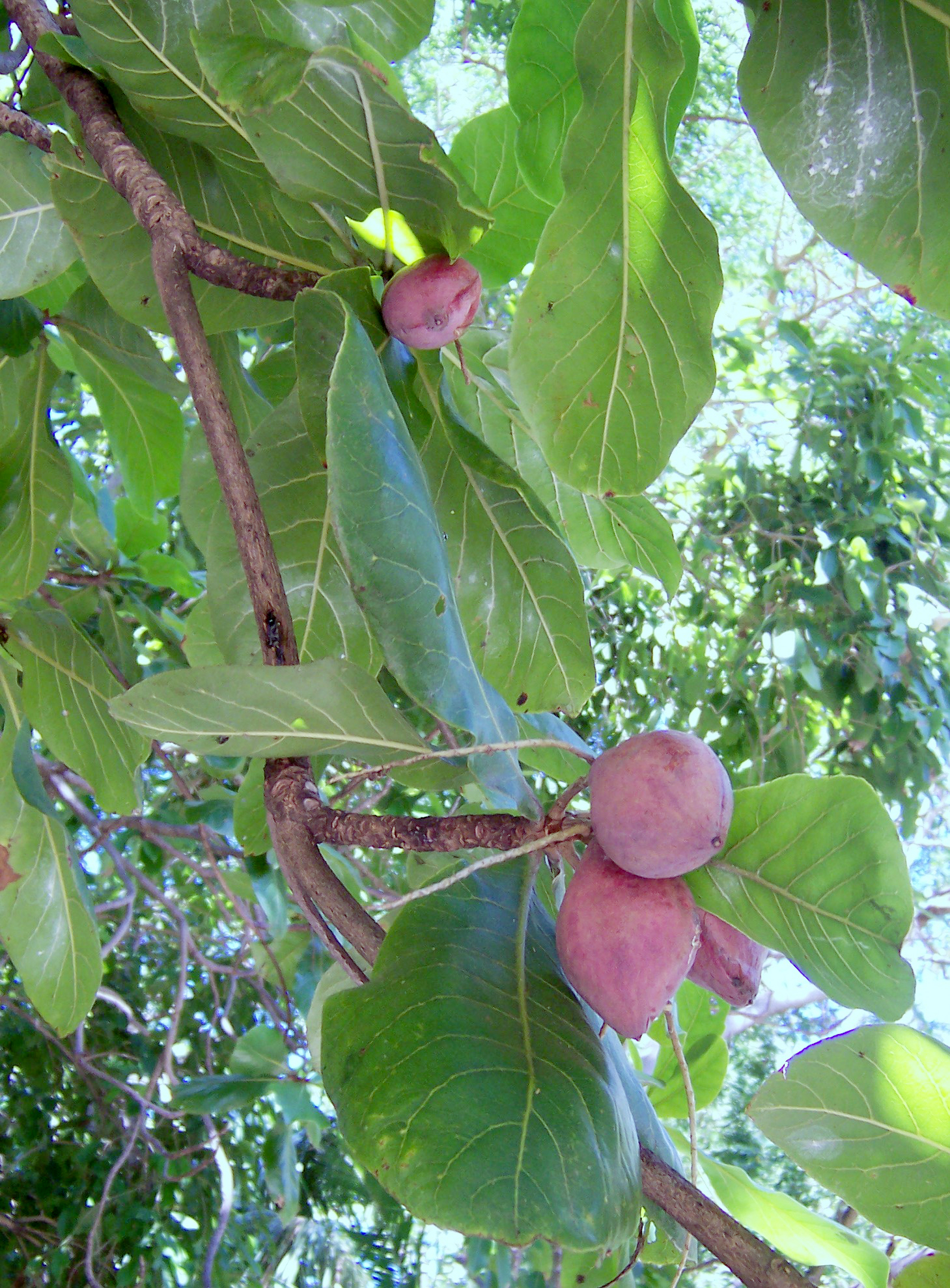
Früchte
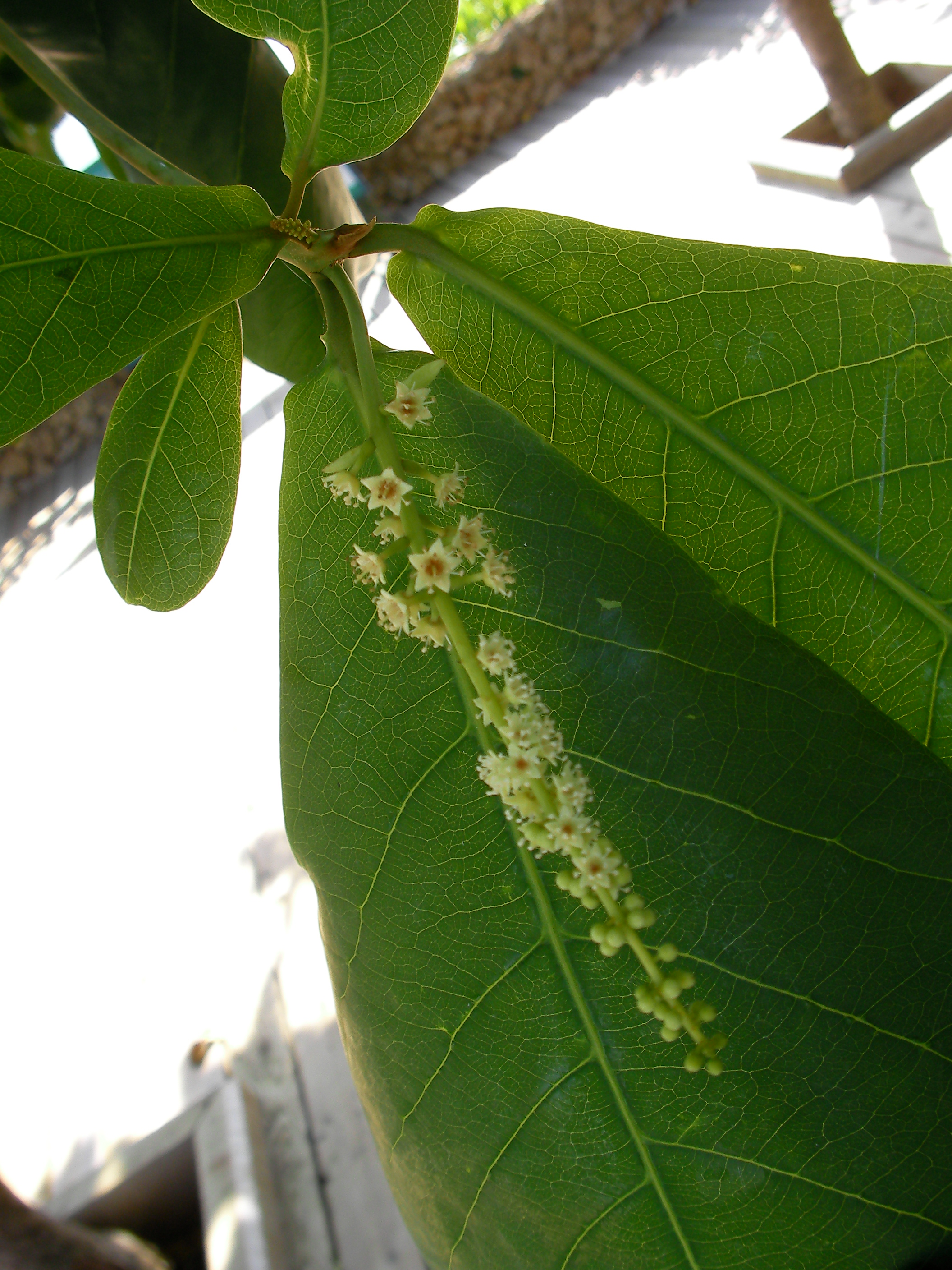
Blütenstand
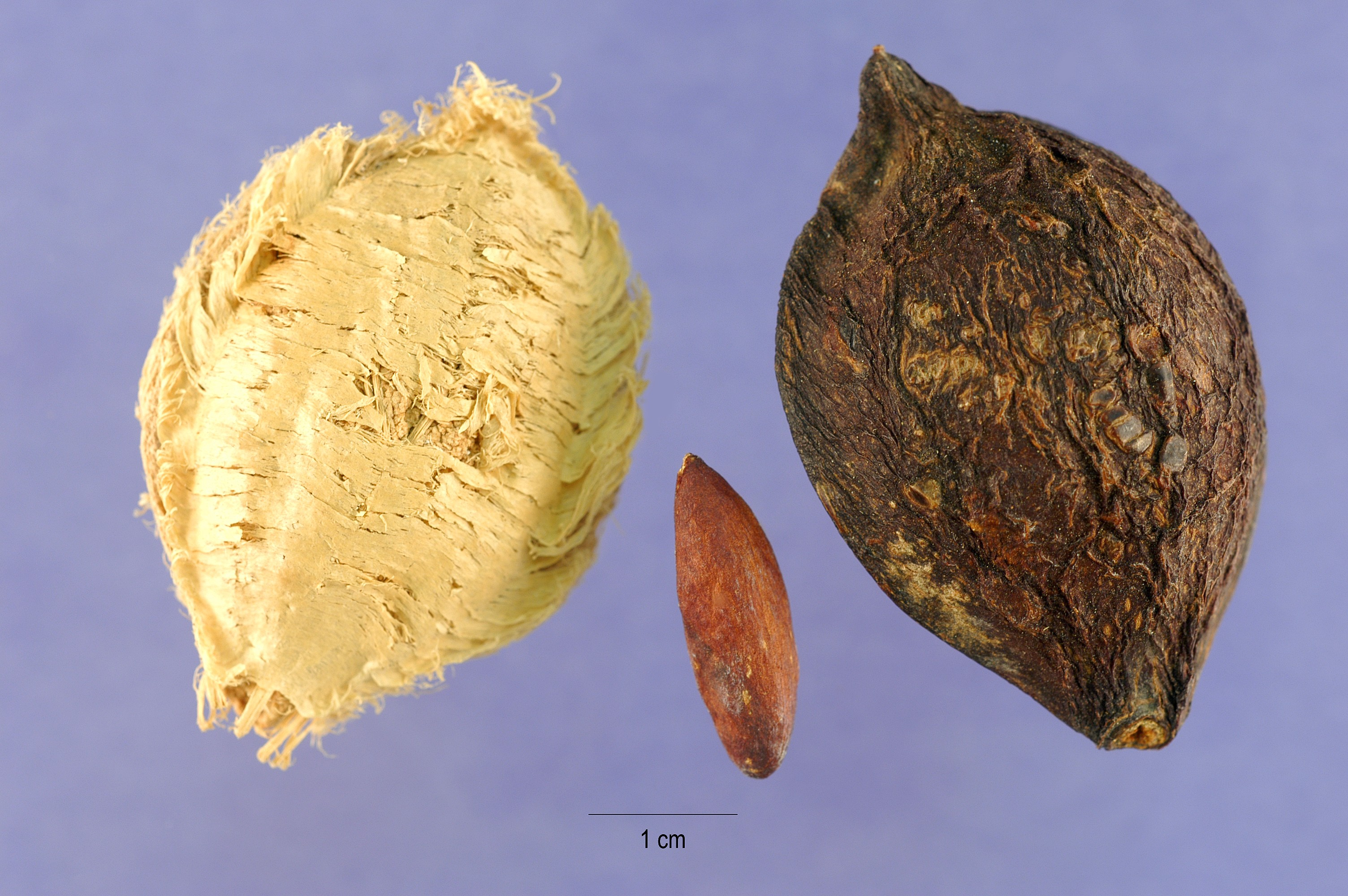
Ganze Frucht und essbarer Samen (Badam-Nuss oder indische Mandel)

Terminalia myriocarpa:

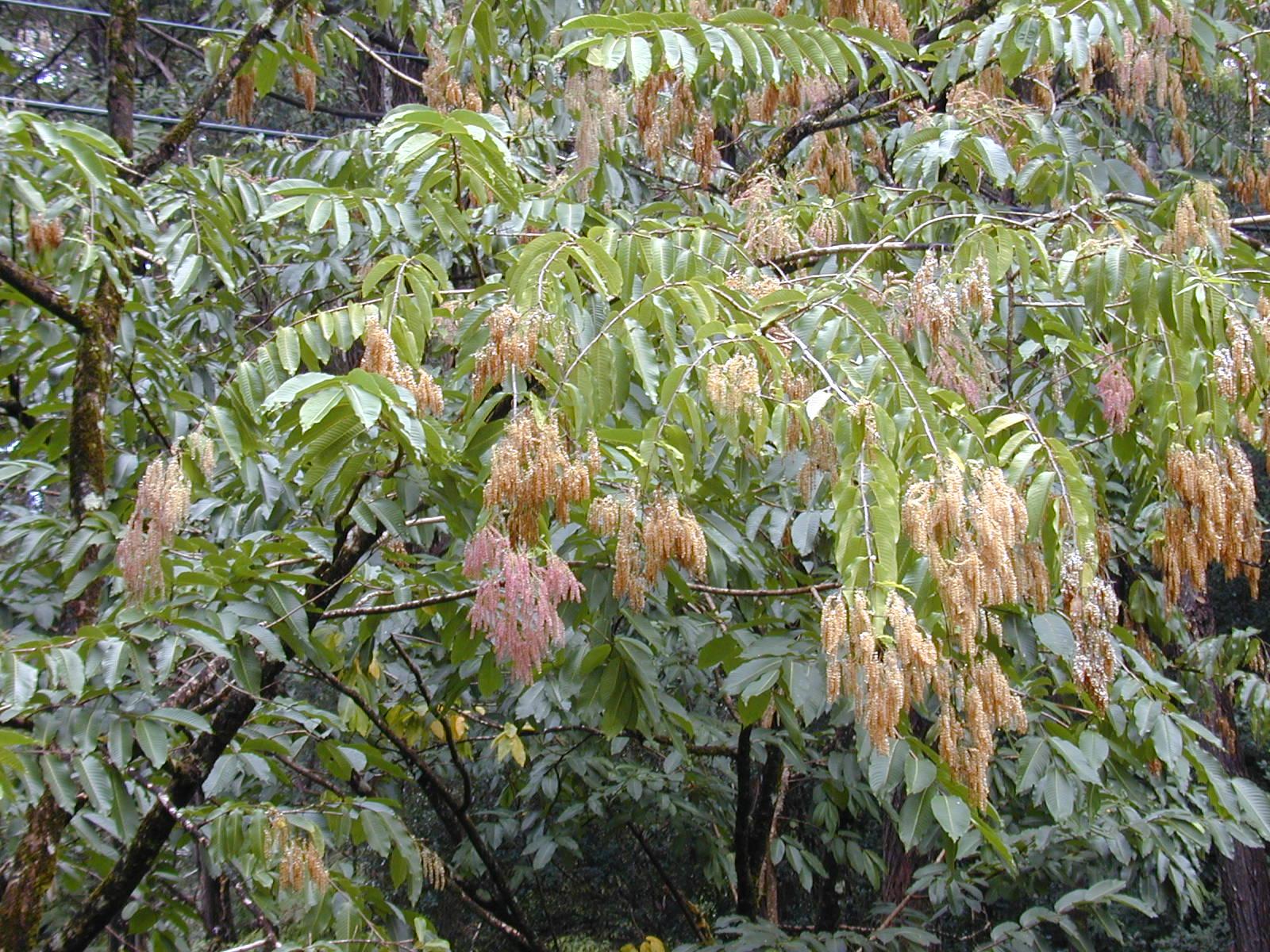
Blühender Baum auf Maui
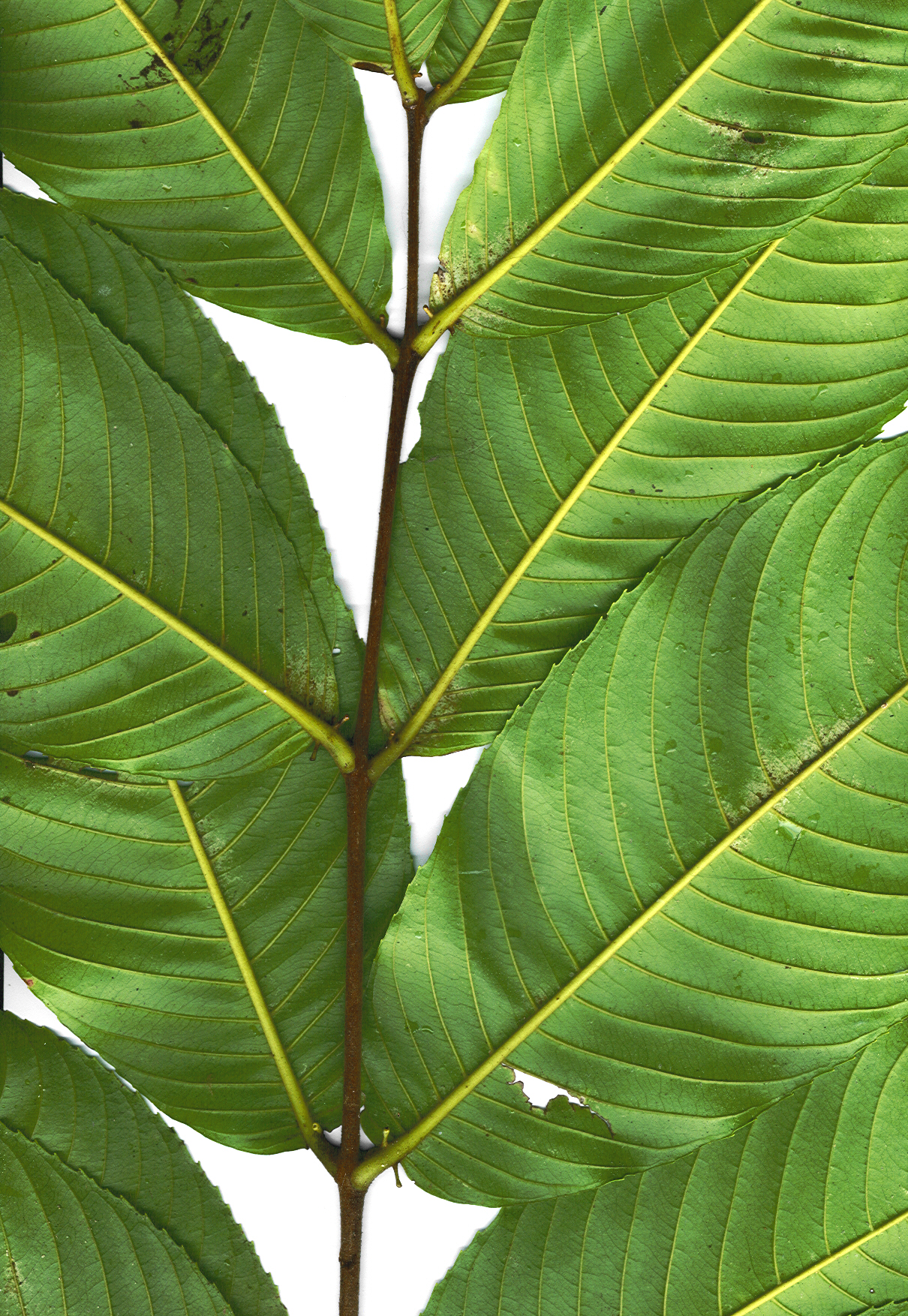
Zweig mit fast gegenständigen einfachen Blättern